# Лиганды рецептора инсулина
Лиганды рецептора инсулина (также аналоги инсулина человека) — препараты инсулина (лекарственные средства), которые представляют собой изменённую форму молекулы инсулина, природную, либо отличную от встречающихся в природе, но всё же способную в человеческом организме выполнить то же действие, что и инсулин человека — нормализацию уровня глюкозы в крови при сахарном диабете. С помощью технологий генной инженерии в базовой ДНК можно изменить аминокислотную последовательность инсулина, чтобы изменить его основные характеристики (англ. ADME — абсорбцию, распределение, метаболизм и экскрецию). Официально Управление по санитарному надзору за качеством пищевых продуктов и медикаментов США (англ. FDA) именует эти агенты лигандами рецептора инсулина (поскольку, как и сам инсулин, они являются лигандами рецептора инсулина), хотя обычно их называют просто аналоги инсулина.

## Инсулин животных
Аминокислотная последовательность молекулы инсулина у разных млекопитающих может быть аналогична человеческому инсулину (МНН: инсулин человека), однако существует значительная вариабельность инсулина среди разных видов позвоночных. Свиной инсулин отличается от инсулина человека только одной аминокислотой, а бычий и китовый инсулин отличается тремя аминокислотами. При этом данные лиганды активны на человеческом рецепторе инсулина примерно с такой же силой, что и инсулин человека. Бычий инсулин и свиной инсулин можно рассматривать как первые клинически используемые аналоги инсулина (встречающиеся в природе и получаемые путём экстракции из поджелудочной железы убитых животных) в то время, когда биосинтетический инсулин человека (инсулин человека на основе рекомбинантной ДНК) ещё не был доступен. Имеются обширные обзоры структурных взаимосвязей встречающихся в природе инсулинов (филогенетические взаимосвязи у животных) и структурных модификаций. До широкого распространения биосинтетического инсулина человека в Японии широко использовался инсулин, полученный из поджелудочных желез акул. Инсулин некоторых видов рыб также может быть эффективен у человека.
В то же время нечеловеческие инсулины у некоторых пациентов способны вызвать аллергические реакции, связанные со слабой степенью очистки. Тем не менее, образование нейтрализующих антител редко наблюдается при применении рекомбинантного инсулина человека, однако у некоторых пациентов может возникать аллергия, которая усиливается консервантами, используемыми в препаратах инсулина, или возникать как реакция на конкретный консервант. Биосинтетический инсулин (рекомбинантный инсулин человека) практически вытеснил животный инсулин с фармацевтического рынка.

## Модификации
Модификации молекулы инсулина используют для создания двух видов аналогов инсулина человека:
- Быстродействующие — легче всасываются из места инъекции и действуют быстрее коммерческих препаратов инсулина подкожного введения, предназначенных для обеспечения болюсного уровня инсулина, необходимого для снижения уровня постпрандиальной гликемии;
- Равномерные — медленно высвобождаются из депо в течение от 8 до 24 часов, предназначенные для обеспечения постоянного уровня инсулина в течение дня и особенно в ночное время (базальный инсулин).

### Быстродействующие

#### Лизпро
Лизпро (англ. Lispro, B28-Lys, B29-Pro), Хумалог® — первый синтетический аналог инсулина человека обладающий рекомбинантной ДНК, в аминокислотной последовательности которой изменено положение остатка лизина и пролина, был произведён компанией Eli Lilly and Company (США) и одобрен для терапии человека в 1996 году.

#### Аспарт
Аспарт (B28-Asp, НовоРапид®) — быстродействующий аналог инсулина человека, созданный компанией Ново Нордиск при помощи технологии рекомбинантной ДНК с заменой аминокислоты в положении B28 (пролин) остатком аспарагиновой кислоты. Последовательность была встроена в геном пекарских дрожжей, и дрожжи экспрессировали аналог инсулина, который затем собирали из биореактора. Структура данного лиганда рецептора инсулина также предотвращает образование гексамеров, что создаёт условия для более быстрого действия инсулина. Он одобрен для использования в инсулиновых помпах и других устройствах для подкожных инъекций.

#### Глюлизин
Глюлизин (B3-Lys, B29-Glu) —

### Пролонгированного действия

#### Гларгин
Гларгин (Лантус®, Тожео®) — аналог инсулина длительного действия зарегистрирован для подкожного введения как Лантус (100 ЕД/мл) и Тожео (300 ЕД/мл). Создан специалистами фирмы Хёхст (нем. Hoechst, Германия) путём модификации трёх аминокислот полипептидной последовательности. Два положительно заряженных остатка аргинина были добавлены к С-концу В-цепи, что привело к смещению изоэлектрической точки с 5,4 до 6,7, что сделало Гларгин более растворимым при слабокислом рН и менее растворимым при физиологическом рН. Замена чувствительного к кислоте аспарагина в положении 21 в А-цепи на глицин необходимо, чтобы избежать дезаминирования и димеризации остатка аргинина. Эти три структурных изменения и стабилизация цинком приводят к более длительному действию по сравнению с биосинтетическим инсулином человека. При подкожном введении раствора с рН 4,0 большая его часть выпадает в осадок и утрачивает биодоступность. Таким образом, лишь небольшое количество препарата доступно для быстрого использования, а оставшаяся часть изолируется в подкожной жировой клетчатке. Постепенно небольшое количество осаждённого материала растворится и поступит в кровоток, а базальный уровень инсулина будет поддерживаться до 24 часов. Начало действия подкожного инсулина Гларгина несколько медленнее, чем препаратов НПХ (нейтрального протамина Хагедорна). Распространяется компанией Sanofi(-Aventis до 2011 года). Этот прозрачный раствор одобрен для медицинского применения в США в июле 2021 года и в Европейском союзе в марте 2018 года.

#### Детемир
Детемир (Левемир®) — аналог инсулина длительного действия для поддержания базального уровня инсулинемии созданный компанией Ново Нордиск, которая продаёт его под маркой Левемир. В зависимости от введеной дозы базальный уровень инсулина может поддерживаться до 20 часов, таким образом, для поддержания суточной концентрации может понадобиться вторая инъекция. Данный аналог обладает высоким сродством к сывороточному альбумину, что увеличивает продолжительность его действия.

#### Деглюдек
Деглюдек (Тресиба®) — аналог инсулина длительного действия, разработанный компанией Ново Нордиск, которая продаёт его под маркой Tresiba. Заявлен производителем как обеспечивающий значительно более ровную концентрацию на всём периоде действия по сравнению с другими препаратами данного класса и имеющий очень большую длительность действия одной дозы. После однократного подкожного введения продолжительность терапевтического действия достигает 40 часов (по сравнению с 18—26 часов у аналогов инсулина Гларгин и Детемир).

## Канцерогенность
Все аналоги инсулина перед клиническим применением должны быть проверены на канцерогенность, поскольку молекула инсулина взаимодействует с ИФР, что может вызвать аномальный рост клеток и способствовать возникновению онкогенеза. Модификации аминокислотной последовательности инсулина в дополнение к основным фармакологическим свойствам всегда сопряжены с развитием риска непреднамеренного усиления передачи сигналов ИФР. Высказывались опасения по поводу митогенной активности и потенциальной канцерогенности Гларгина. Для решения этих проблем было проведено несколько эпидемиологических исследований, опубликованы результаты 6,5-летнего исследования Гларгина.